# HEART'N HEARTS
『HEART'N HEARTS』（ハーツン・ハーツ）は、光GENJIの11枚目のオリジナル・アルバム。1994年3月2日（水曜日）に限定盤、同3月17日（木曜日）に通常盤がポニーキャニオンから発売された。限定盤には特典カレンダーが同梱。

## 解説
本作は2枚組仕様。
Disc 1は各メンバーのソロ楽曲で構成された全7曲。
Disc 2は『BEST FRIENDS』の続編で「TAKE OFF」から「この秋‥ひとりじゃない」までの全8枚のシングルA面と、新曲3曲「TOP OF THE BLUE」「そして旅がはじまる」「風の歌声に耳をすまして」を収録した全11曲で構成。

## 収録曲

### Disc 1
1. サヨナラなんて言えそうにない／諸星和己
  - 作詞：輝太郎　作曲・編曲：UNI
2. 裸のままKISSを／大沢樹生
  - 作詞：大沢昇一・高柳恋　作曲：岡本朗　編曲：水島康貴
3. 一緒に…ネ／山本淳一
  - 作詞・作曲：山本淳一　編曲：水島康貴
4. 2 OUT FULLBASE／内海光司
  - 作詞：内海光司　作曲：魚海洋司　編曲：飛澤宏元
5. 語り／佐藤敦啓
  - 作詞：佐藤敦啓　作曲：井上ヨシマサ　編曲：ATOM
6. shade／佐藤寛之
  - 作詞：佐藤寛之・船越敬司　作曲：船越敬司　編曲：水島康貴
7. 十六夜物語／赤坂晃
  - 作詞：中村邦男　作曲：谷本新　編曲：小西貴雄

### Disc 2
1. TAKE OFF
  - 作詞：澤地隆　作曲：後藤次利　編曲：新川博・後藤次利
2. リラの咲くころバルセロナへ
  - 作詞：康珍化　作曲：後藤次利　編曲：新川博・後藤次利
3. Meet Me
  - 作詞・作曲：タケカワユキヒデ　編曲：佐藤準
4. 愛してもいいですか
  - 作詞：三浦徳子　作曲：後藤次利　編曲：新川博・後藤次利
5. 君とすばやくSLOWLY
  - 作詞：原真弓　作曲：大門一也　編曲：大門一也・水島康貴
6. 勇気100%
  - 作詞：松井五郎　作曲・編曲：馬飼野康二
7. BOYS in August
  - 作詞：松井五郎　作曲：後藤次利　編曲：米光亮
8. この秋‥ひとりじゃない
  - 作詞：松井五郎　作曲：馬飼野康二　編曲：椎名和夫
9. TOP OF THE BLUE
  - 作詞：津田りえこ　作曲：辻畑鉄也　編曲：水島康貴
10. そして旅がはじまる
  - 作詞：松井五郎　作曲：辻畑鉄也　編曲：水島康貴
11. 風の歌声に耳をすまして
  - 作詞：谷亜ヒロコ　作曲：佐藤健　編曲：水島康貴